# Mangora maculata
Mangora maculata là một loài nhện trong họ Araneidae.
Loài này thuộc chi Mangora. Mangora maculata được Eugen von Keyserling miêu tả năm 1865.